# Mustafa Jagly-Ogly
Mustafa Jagly-Ogly (russisch Мустафа Яглы-Оглы; * 1934) ist ein ehemaliger sowjetischer Gewichtheber aus der Ukraine.

## Werdegang
Mustafa Jagly-Ogly war ein Eisenbahn-Angestellter aus Charkiw, der zu Anfang der 1950er Jahre bei „Lokomotive“ Charkiw mit dem Gewichtheben begann. Mitte der 1950er Jahre hatte er die sowjetische Spitzenklasse erreicht, was damals gleichbedeutend mit dem Erreichen der Weltspitze war, als er bei den sowjetischen Meisterschaften 1955 den 3. Platz im Mittelgewicht belegte. Mustafa hob zunächst im Mittelgewicht (damals bis 75 kg Körpergewicht), wechselte aber später, wie er glaubte der besseren Chancen wegen, in das Leichtgewicht (damals bis 67,5 kg Körpergewicht). Es war aber für ihn in beiden Gewichtsklassen sehr schwer in der Sowjetunion die absolute Spitze zu erreichen, weil die Konkurrenz einfach zu stark war. Immerhin wurde er 1957 in Kattowitz Europa- und 1960 in Mailand Vize-Europameister.
Nach Beendigung seiner aktiven Laufbahn war Mustafa Jagly-Ogly ein sehr erfolgreicher Trainer einiger sowjetischer Spitzenathleten.

## Internationale Erfolge
(EM = Europameisterschaft, Le = Leichtgewicht, Li = Mittelgewicht)
- 1955, 1. Platz, Welt-Jugendfestspiele, Mi, mit 395 kg, vor Krzysztof Beck, Polen, 380 kg;
- 1957, 1. Platz, EM in Kattowitz, Mi, mit 400 kg, vor Marcel Paterni, Frankreich, 390 kg und Jan Bochenek, Polen, 380 kg;
- 1960, 2. Platz, Großer Preis der UdSSR in Moskau, Le, mit 390 kg, hinter Anatoli Schgun, UdSSR, 390 kg und vor Nikolai Kostylew, UdSSR, 385 kg;
- 1960, 2. Platz, EM in Mailand, Le, mit 375 kg, hinter Marian Zielinski, Polen, 377,5 kg und vor Zdeněk Otáhal, ČSSR, 355 kg;
- 1961, 2. Platz, Großer Preis der UdSSR in Moskau, Le, mit 395 kg, hinter Sergei Lopatin, UdSSR, 407,5 kg und vor Wladimir Kaplunow, UdSSR, 392,5 kg;
- 1963, 3. Platz, Großer Preis der UdSSR in Moskau, Le, mit 390 kg, hinter Waldemar Baszanowski, Polen, 405 kg und Kaplunow, 400 kg.

## UdSSR-Meisterschaften
- 1955, 3. Platz, Mi, mit 392,5 kg, hinter Juri Duganow, 407,5 kg und Fjodor Bogdanowski, 402,5 kg;
- 1956, 3. Platz, Mi, mit 390 kg, hinter Bogdanowski, 415 kg und Rabtschew, 395 kg;
- 1957, 2. Platz, Mi, mit 400 kg, hinter Bogdanowski, 420 kg und vor Wiktor Ljach, 395 kg;
- 1958, 3. Platz, Le, mit 377,5 kg, hinter Wiktor Buschujew, 387,5 kg und Kostylew, 380 kg;
- 1960, 3. Platz, Le, mit 390 kg, hinter Buschujew, 397,5 kg und Sergei Lopatin, 395 kg.

andere:
- 1960, 2. Platz, UdSSR-Mannschaftsmeisterschaft, Le, mit 385 kg, hinter Lopatin, 392,5 kg und vor Kaplunow, 382,5 kg;
- 1961, 2. Platz, Spartakiade der sowj. Streitkräfte, Le, mit 385 kg, hinter Anatoli Schgun, 387,5 kg und vor Jewgeni Girko, 380 kg.

| Personendaten    | Personendaten                 |
| ---------------- | ----------------------------- |
| NAME             | Jagly-Ogly, Mustafa           |
| ALTERNATIVNAMEN  | Яглы-Оглы, Мустафа (russisch) |
| KURZBESCHREIBUNG | sowjetischer Gewichtheber     |
| GEBURTSDATUM     | 1934                          |